# I, a Man
Pour plus de détails, voir Fiche technique et Distribution.
I, a Man est un drame érotique expérimental américain réalisé par Andy Warhol et Paul Morrissey et sorti en 1967.
Le film a été présenté pour la première fois au Hudson Theatre de New York le 25 août 1967. Warhol a créé le film en réponse au populaire film érotique scandinave Moi, une femme (Jeg - en kvinde) qui avait été présenté aux États-Unis en octobre 1966.

## Synopsis
Le film met en scène le personnage principal, joué par Tom Baker, dans une série de rencontres sexuelles avec huit femmes successives.

## Fiche technique
- Titre original anglais : I, a Man
- Réalisation : Andy Warhol, Paul Morrissey
- Société de production : Andy Warhol Films
- Pays de production :  États-Unis
- Langue originale : anglais américain
- Format : couleurs et noir et blanc - 1,37:1 - Son mono
- Durée : 99 minutes
- Genre : drame érotique expérimental
- Dates de sortie :
  - États-Unis : 25 août 1967

## Distribution
- Tom Baker : Tom
- Cynthia May : la fille dans la cuisine
- Nico : la fille de la télé
- Ingrid Superstar : la fille sur la table
- Stephanie Graves : la fille dans l'appartement
- Valerie Solanas : la fille dans l'escalier
- Bettina Coffin : la dernière fille
- Isabelle Collin Dufresne
- Ivy Nicholson

Warhol a donné à Solanas un rôle dans le film pour 25 dollars et en compensation d'un scénario qu'elle lui avait donné, intitulé Up Your Ass, et qu'il avait perdu. Solanas a ensuite tenté de tuer Warhol en lui tirant dessus. Selon une biographie de Jim Morrison parue en 2004, Morrison a accepté de jouer dans le film aux côtés de Nico, mais s'est ensuite désisté et a envoyé son ami Tom Baker sur le tournage.

## Accueil critique
Roger Ebert du Chicago Sun Times a écrit que le film n'était « ni sale, ni même drôle, ni même autre chose qu'un très long et inutile film amateur », et l'a décrit comme « une blague élaborée et délibérément ennuyeuse ». Howard Thompson, dans sa critique au New York Times, a écrit : « La nudité n'est pas à la hauteur de la nudité du dialogue et du ton obstiné de gaspillage et d'ennui qui imprègne le film tout entier. »